# Anakreontika
Anakreontika (Anakreontská poezie) je poezie oslavující ženy, víno a zpěv podle řeckého básníka Anakreóna, především z 6. století př. n. l. Tato poezie se přenesla i do rokoka. Takzvaná papírová anakreontika zahrnuje líčení, které se nemuselo stát nebo být pravdou, ale poskytuje líbivý dojem. Bývá také vyumělkovaným cvičením v básnictví.
Jako příklad je možno uvést báseň, ve které žena vyčítá svému ctiteli, že kvůli vínu ji zanedbává. Ovšem autorkou je mexická jeptiška sv. Juana de Cruz z XVII. století, a tedy nejde o skutečné výčitky skutečnému obdivovateli, ale o poezii se situací vymyšlenou z důvodu zájmu autorky vykreslit slovem takovou situaci, reálně neexistující.